# Neoseiulus roumelioticus
Neoseiulus roumelioticus är en spindeldjursart som beskrevs av Papadoulis, Emmanouel och Kapaxidi 2009. Neoseiulus roumelioticus ingår i släktet Neoseiulus och familjen Phytoseiidae. Inga underarter finns listade i Catalogue of Life.